# Gestaltsfestigkeit
Als Gestaltsfestigkeit bezeichnet man in der Werkstoffkunde die ermittelte Dauerfestigkeit eines Bauteils in seiner konkreten Gestalt.
Die im Dauerschwingversuch ermittelten Werkstoffkennwerte gelten nur für glatte Probestäbe. Um eine Aussage über die Belastbarkeit eines konkreten Bauteils zu erhalten, muss man Proben mit der Gestalt des Bauteils im Dauerschwingversuch prüfen. Die dabei ermittelte Dauerfestigkeit bezeichnet man als Gestaltsfestigkeit. Hierbei zeigt sich beispielsweise, dass ein Rohr biegefester ist als ein massiver Stab mit der gleichen Querschnittsfläche.